# Golden Sun
Golden Sun, выпущенная в Японии под названием Ōgon no Taiyō Hirakareshi Fūin (яп. 黄金の太陽 開かれし封印 О:гон но Тайё: Хиракарэси Фу:ин, букв. «Golden Sun: The Broken Seal») — первая ролевая игра серии Golden Sun, разработанная компанией Camelot Software Planning и изданная Nintendo. Игра была выпущена в ноябре 2001 года для портативной приставки Game Boy Advance. В 2003 году было выпущено продолжение под названием Golden Sun: The Lost Age. Отличительной чертой игры является использование персонажами особых магических существ — Джиннов, которые увеличивают параметры персонажей и могут быть использованы против врагов.
История игры повествует о способных к магии молодых людях («Адептах»), чьей целью является защита мира от влияния Алхимии — потенциально разрушительной силы, которая давным-давно была запечатана. Во время их своих путешествий Адепты получают новые магические способности (именуемые «псинергией»), оказывают помощь простым людям и всё больше узнают о том, почему же Алхимия была запечатана.
Игра получила высокие оценки критиков; по мнению Крейга Харриса из IGN, Golden Sun — «возможно одна из лучших существующих японских ролевых игр». В Японии и США было продано более миллиона копий игры. Третья игра серии под названием Golden Sun: Dark Dawn была выпущена в 2010 году.

## Геймплей

Псинергия в игре может быть использована как в боях, так и в подземельях. Например, с её помощью можно превращать лужи в ледяные столбы и перебираться по ним в нужное место.

Игра представляет собой традиционную ролевую видеоигру. Игрок управляет командой из четырёх человек, путешествует по миру, взаимодействует с другими персонажами, сражается с монстрами, приобретает новые способности и снаряжение. И хотя многие действия игрока обязательны для прохождения по сюжету, в игре есть возможность посещать предыдущие локации и выполнять задания, не относящиеся к основному сюжету.
Игрок много времени проводит в подземельях, пещерах и других местностях, где ему приходится сражаться со встречными монстрами. Кроме того, в локациях обычно имеются головоломки, требующие от игрока совершения некоторой последовательности действий, как например создание переправы через реку с помощью одного или нескольких брёвен или управление вагонеткой для доступа вглубь шахты. Для решения некоторых головоломок может понадобиться использование псинергии (игровой формы магии), что является отличительной чертой от других ролевых игр, где магия обычно используется только в боях или вне их для исцеления. Здесь же некоторые боевые заклинания могут использоваться не в бою; например заклинание Whirlwind («вихрь») наносит врагу повреждения в бою и может расчищать проходы, заросшие кущами. Псинергия основана на четырёх элементах, которыми являются: Венера (управление землёй и растениями), Марс (управление огнём и жаром), Юпитер (управление ветром и электричеством) и Меркурий (управление водой и льдом). Игрок может вернуться на предыдущую локацию и решить головоломку, которая ранее не могла быть разрешена за отсутствием соответствующего заклинания.

## Боевая система
В игре присутствуют случайные встречи с монстрами, происходящие на открытой местности или в подземельях, и бои с боссами. Когда бой начинается, появляется специальный боевой экран, где персонажи игрока стоят лицом к противникам. Во время боя происходит вращение экрана, что создаёт иллюзию 3D-эффекта. Игроку необходимо уничтожить врагов любыми доступными способами и не допустить гибели всей команды (для чего можно использовать целебные предметы и восстанавливающую псинергию). Игра закончится, если очки жизни всех персонажей достигнут нуля; в случае, если это произойдёт, игрок потеряет деньги, а группа окажется в церкви последнего посещённого города. В случае победы над врагами игрок получает очки опыта, деньги и, иногда, полезные предметы.
В игре также есть дополнительный боевой режим, доступный из главного меню. В нём игроки могут объединяться в команды и на арене сражаться с противниками. Сложность каждого такого боя постоянно возрастает. К тому же игроки могут выбрать троих из четырёх персонажей и сразиться друг с другом. Игрок в случае победы в таких боях не получает никакой награды.

### Джинны
Одна из отличительных особенностей игры Golden Sun — поиск, приручение и управление особыми магическими существами, которые называются Джиннами («Джинни»). Джинны разбросаны по всему игровому миру, они могут быть отданы любому из героев. На их основе формируется изменение характеристик, а также доступная персонажам псинергия. В зависимости от того, какие Джинны и в каком количестве были отданы персонажу, определяется класс персонажа, что влияет на очки жизни, очки псинергии и другие характеристики, а также на псинергию, которую герой может использовать.
Джинн, находясь в распоряжении персонажа, может быть поставлен в режим готовности («Set») или режим ожидания («Standby»). В режиме готовности Джинн даёт персонажу прибавку к характеристикам, может изменить его класс и доступную псинергию. Также Джинн доступен в бою для атаки, исцеления и других целей (что зависит от конкретного Джинна). При этом использование Джинна в бою один раз переводит его в режим ожидания. Всего в игре доступно по семь Джиннов для каждого элемента, т.е всего их 28. В определённых сочетаниях они представляют героям широкий спектр классов и боевых навыков.
В бою у игрока есть несколько вариантов использования Джиннов. Каждый Джинн имеет особую способность, которая может быть применена в бою. Сюда относятся атака определённым элементом, наложение/снятие заклинания, исцеление, восстановление статуса и другие эффекты. После вызова Джинн переходит в режим ожидания и перестаёт оказывать влияние на характеристики и классы, но может быть использован для вызова могущественных стихийных существ, наносящих врагу большие повреждения (чем больше Джиннов было вызвано, тем более могущественное существо можно призвать). Это является наиболее сильным способом атаки в игре, однако после единичного вызова Джинну требуется некоторое время для отдыха, после чего он снова переходит в режим готовности. Для каждого элемента можно вызвать по 4 стихийных существа (всего их 16).

## Сюжет

### Сеттинг
Действие игры Golden Sun разворачивается в фэнтезийном мире «Вейард» («Weyard»). Это большой, похожий на Землю, мир с несколькими континентами и океанами. При этом, как объясняется в сиквеле Golden Sun: The Lost Age, сеттинг основан на концепции плоской земли; игровой мир плоский, имеет форму эллипса, а океаны переливаются от границы мира в бесконечную бездну. История игры Golden Sun разворачивается на двух самых больших континентах центрального региона, которые называются Ангара (северный континент) и Гондован (южный континент).
Вейард подчиняется легендарным основным элементам. Вся материя в мире состоит из определённой комбинации четырёх элементов: Венеры (земли), Марса (огня), Меркурия (воды) и Юпитера (ветра). Элементы могут подчиняться только противоположной силе — Алхимии, которая царила в мире с древнейших времён. Впоследствии Алхимия была запечатана, и настоящий мир, казалось бы, лишён этой силы. Однако в различных местах по всему миру появились люди, которые обладают способностью управлять одним из элементов с помощью магии, которая называется псинергией. Эти обладатели псинергии, именуемые Адептами, обычно воздерживаются от показа своих способностей посторонним.

### Персонажи
В распоряжении игрока находятся четыре персонажа:
- Исаак — молчаливый протагонист, семнадцатилетний Адепт Венеры из деревни Вейл («Vale»).
- Гарет — Адепт Марса и близкий друг Исаака, выросший с ним в одной деревне.
- Иван — пятнадцатилетний Адепт Юпитера, живший когда-то в доме знаменитого торговца в городе Калай («Kalay»).
- Мия — семнадцатилетняя Адепт Меркурия из зимнего города Имиль. Потомственная целительница из клана Адептов Меркурия.

Пятым (но временно играбельным) персонажем является Дженна, семнадцатилетняя Адепт Марса и подруга детства Исаака.
Главными антагонистами игры являются Сатурос и Менарди, пара чрезвычайно могущественных и талантливых Адептов Марса. Они оба родом из находящегося на крайнем севере Вейарда города Прокс. Их цель — вернуть Алхимию в мир Вейард, в чём им помогает загадочный и могущественный Адепт Меркурия по имени Алекс, который, как и Мия, является потомком клана Адептов Меркурия. Также злодеям помогает старший брат Дженны, восемнадцатилетний Адепт Венеры по имени Феликс, которого Сатурос спас от гибели.

### История
Когда-то в мире Вейард преобладала могущественная сила — Алхимия, созданная древними цивилизациями. Мир в это период процветал, однако затем из-за этой силы начался мировой конфликт, который удалось разрешить, только запечатав Алхимию. Ключи к раскрытию Алхимии — четыре Звезды Стихий, содержащие в себе первородную силу четырёх элементов — были спрятаны в святыне Горы Алеф («Mt. Aleph»), охранявшейся жителями горной деревни Вейл. В прологе игры Сатурос и Менарди вместе с сообщниками нападают на Вейл, намереваясь заполучить Звёзды Стихий и освободить Алхимию. Однако в святилище им не удаётся решить загадки, дающие доступ к звёздам, начинается гроза и камнепад, и злодеи вынуждены отступить.
Три года спустя Исаак, Гарет и Дженна присоединяются к своему учителю Крадену в его исследовании Горы Алеф. А тем временем Сатурос и Менарди, к которым теперь присоединились Феликс и Алекс, снова приходят в святилище и вынуждают Исаака отдать им три из четырёх звёзд. Однако начинается извержение вулкана, и Сатуросу с Менарди не удаётся получить последнюю звезду. Перед побегом они берут Дженну и Крадена в заложники и уводят их с собой. Перед Исааком и Гаретом появляется Мудрец, страж Горы Алеф, и просит их предотвратить помещение звёзд в Маяки Стихий, расположенные по всему миру, так как если это произойдёт, Алхимия снова воцарится и приведёт мир к нестабильности.
Исаак и Гарет отправляются в погоню за группой Сатуроса. К ним присоединяются Иван и Мия. Несмотря на все приложенные усилия, героям не удаётся предотвратить освещение Маяка Меркурия. Группа Сатуроса, добившись своего, отправляется к следующему маяку, а Исаак и его друзья продолжают преследовать их. Впоследствии Исаак узнаёт, что Сатурос взял в заложники ещё одного Адепта — девушку по имени Шеба. Сатурос и Менарди освещают Маяк Венеры, и вскоре Исаак снова их настигает. Пытаясь уничтожить героев, Сатурос и Менарди при помощи магии объединяются в огромного двуглавого дракона, однако Исааку и его друзьям удаётся победить противника. Феликс и Алекс, по-прежнему в компании Дженны, Шебы и Крадена, продолжают своё путешествие, чтобы осветить два оставшихся маяка. Игра заканчивается, когда Исаак и другие поднимаются на корабль и уплывают в открытое море, чтобы продолжить свою миссию.

## Разработка
Компания Camelot Software Planning потратила около года на создание игры Golden Sun, так как предполагаемая игра предназначалась для карманной приставки. Окончательному варианту игры предрекался большой успех. В августе 2000 года Camelot показала раннюю играбельную версию игры на выставке Nintendo Spaceworld Expo, проходившей в Японии. Рецензенты из IGN, получившие образец игры за несколько недель до официального релиза, отмечали, что «опыт компании Sega в создании серии игр Shining Force помог компании Camelot в разработке этой увлекательной ролевой игры для портативной приставки».
Компания Camelot первоначально планировала создать одну единственную игру вместо серии, а на самых ранних стадиях процесса создания в проектной документации значилось, что игра будет предназначаться для приставки Nintendo 64. Но когда стало очевидно, что Nintendo 64 вытесняется другой, более технологически совершенной приставкой Nintendo GameCube, компания изменила концепцию создания игры, которая теперь разрабатывалась для карманной приставки Game Boy Advance. Разработчики по-прежнему собирались создать Golden Sun, как одну игру, однако из-за технических ограничений приставки Game Boy Advance и желания разработчиков создать игру в первоначально задуманном виде было принято решение разделить игру на две части: Golden Sun и Golden Sun: The Lost Age. Автор сценария Хироюки Такахаси и руководитель проекта Сюго Такахаси ранее участвовали в разработке игры Shining Force III, где история вымышленного игрового мира представляется через игру как за «хороших», так и за «плохих» персонажей. Считая этот способ повествования весьма эффективным, они применили элементы этой методологии в проекте Golden Sun; в первой игре Golden Sun игрок управляет «хорошими» персонажами, а в игре Golden Sun: The Lost Age главными героями являются персонажи, бывшие антагонистами в первой части.

## Отзывы и критика
| Сводный рейтинг                          | Сводный рейтинг    |
| Агрегатор                                | Оценка             |
| ---------------------------------------- | ------------------ |
| GameRankings                             | 89,10 %            |
| Metacritic                               | 91 %（29 Reviews） |
| Иноязычные издания                       |                    |
| Издание                                  | Оценка             |
| G4                                       | [ 46 ]             |
| Game Informer                            | 8,5, 9,0           |
| GamePro                                  | [ 48 ]             |
| GameSpot                                 | 8,6/10             |
| IGN                                      | 9,7/10             |
| Thunderbolt Games                        | 9/10               |
| Advance                                  | 94 %               |
| Русскоязычные издания                    |                    |
| Издание                                  | Оценка             |
| «Страна игр»                             | 8,0 из 10          |
| Награды                                  |                    |
| Издание                                  | Награда            |
| Nintendo Power Best GBA Game of the Year |                    |

В Соединённых Штатах Америки было продано 740 000 копий игры, а в Японии — 338 000 копий. Игра была благоприятно воспринята многими критиками; оценки игры сайтами Metacritic и GameRankings составили 91 % и 90 % соответственно. Многие обозреватели хвалили графическую составляющую, звук, а также доработанный в сравнении с аналогами геймплей ролевой игры, обращая особое внимание на боевую систему и поддержку Джиннов. Некоторые критики считали, что, несмотря на технические ограничения 32-битного картриджа, графическое качество игры невероятно высокое; сайт GameSpot отмечал, что «Golden Sun схожа с самыми популярными играми для SNES». К недостаткам игры в основном относили чрезмерное количество текста в игровых роликах, особенно во время пролога. Игру также критиковали за опору на механику, присутствующую во многих других ролевых играх, заключавшуюся в постоянном блуждании по подземельям и постоянных боях со случайными противниками.
Сайт G4 TV в отзывах об игре писал: «на сегодняшний день это лучшая ролевая игра для GBA», и в то же время журнал GamePro отмечал, что это — «фантастическая, творческая и невероятно забавная игра, которая не заставляет игрока лишний раз думать о том, что она для портативной приставки». Game Informer назвал Golden Sun «радостью для глаза», отметив, что графика «способна поразить владельцев приставки Super Nintendo». Отмечая сходство игры с существующими JRPG, обозреватели верили, что эта игра являлась «лучшей в своём роде и новым хитом для GBA». Журнал Advance сравнил Golden Sun с серией игр о Покемонах и признал отличную графику и кинематографичность звука. Несмотря на признание наличия клишированного сюжета, журнал отметил игру, как «лучшую когда-либо существовавшую карманную RPG».
В 2001 году игра Golden Sun победила в номинации «Игра года» по версии журнала Nintendo Power. На сайте IGN игра получила 94 балла из 100 по версии читателей. В 2007 году игра была названа 24-й лучшей игрой для Game Boy Advance, которая оказала значительное влияние на долгий жизненный цикл приставки; в апреле 2003 года IGN назвал её игрой месяца благодаря «поразительной графике и звуковому представлению, а также игровому приключению продолжительностью более 30 часов». Игра получила 31-е место в Nintendo Power Top 200.